# Jambagi(H), Bijapur
Jambagi(H) là một làng thuộc tehsil Bijapur, huyện Bijapur, bang Karnataka, Ấn Độ.